# Ruch Radzionków
Ruch Radzionków is een voetbalclub uit de stad Radzionków in Polen. De club speelde drie seizoenen in de hoogste Poolse voetbalcompetitie, de Ekstraklasa, namelijk van 1998 tot 2001. De beste prestatie in de Ekstraklasa was een zesde plaats in het seizoen 1998/1999.
De clubkleuren zijn geel-groen-zwart.